# Pretend We're Dead
"Pretend We're Dead" é uma canção lançada em 1992  pela banda estadunidense de grunge L7, faz parte do álbum Bricks Are Heavy. A música foi escrita e cantada por Donita Sparks. A canção atingiu a posição #8 no "Billboard Modern Rock Tracks" e apenas ficou atrás no UK Top 20 Hit Singles, estagnando na posição #21.
A canção tem um som "sujo" típico do movimento grunge; distorcida, influenciada pelas guitarras do  industrial-punk . No entanto, a música tem uma apelação do cruzamento com som típico de um teclado doas anos 90 do teclado, que fez a canção amigável para às rádios, mesmo em estações conservadoras como a BBC Rádio One. Este potencial é reforçado pelo chorus imediato e contagiante, apesar de um rock pesado, atitude e som punk. L7 cantou a música no music show familiar " "Top of the Pops" e no "The Word", um programa noturno destinado à cultura pop do Canal 4, muitas vezes visto como a antítese do "Top of the Pops". Isso nunca foi mais evidente do que quando Donita Sparks baixou as calças, durante uma performance, revelando estar sem calcinha.
O single foi lançado nos seguintes formatos no Reino Unido : 7 ", 12", CD Single e como uma edição limitada (vinil), "picture disc".
A canção foi destaque nos jogos de videogame, programas de TV e filmes, incluindo Grand Theft Auto: San Andreas, Rock Band 2, Beavis and Butt-head, Hindsight , The Perks of Being a Wallflower e no trailer de Shaun of the Dead.

## Lista de faixas
1. "Pretend We're Dead" (Sparks)
2. "Shitlist" (Sparks)
3. "Lopsided Head"
4. "Mr. Integrity" (Sparks)

## Posições nas paradas
| Chart (1992)                                   | Maior posição |
| ---------------------------------------------- | ------------- |
| Austrália (ARIA)                               | 50            |
| Bélgica (Ultratop 50 de Flandres)              | 21            |
| Estados Unidos (Billboard Alternative Airplay) | 8             |
| Reino Unido (UK Singles Chart)                 | 21            |